# HMS Wheatland (L122)
«Вітленд» (L122) (англ. HMS Wheatland (L122)) — військовий корабель, ескортний міноносець типу «Хант» «II» підтипу Королівського військово-морського флоту Великої Британії за часів Другої світової війни.
«Вітленд» закладений 30 травня 1940 року на верфі компанії Yarrow Shipbuilders, у Скотстоні, Глазго. 3 листопада 1941 року увійшов до складу Королівських ВМС Великої Британії.
Есмінець взяв активну участь у бойових діях на морі в Другій світовій війні, бився на Середземному морі, біля берегів Африки та Норвегії, супроводжував арктичні конвої. За проявлену мужність та стійкість у боях бойовий корабель заохочений шістьма бойовими відзнаками.

## Створення
Ескортний міноносець «Вітленд» належав до 36 кораблів другої партії швидкісних міноносців типу «Хант». Замовлення на есмінець було надано Адміралтейством 4 вересня 1939 року разом з іншими 17 кораблями цієї партії в рамках «Надзвичайної воєнної програми» (англ. War Emergency Programme) 1939 року. Корабель дістав назву на честь мисливських угідь Вітленд у Шропширі, де щорічно проводились змагання з полювання на лиса.

## Дизайн, конструкція та озброєння
Корпус «Вітленд» мав загальну довжину між перпендикулярами — 85,3 м, бімс — 9,6 м та осадку до 2,51 м. Водотоннажність бойового корабля становила: стандартна — 1 050 та повна — 1 430 довгих тонн відповідно.
Головна енергетична установка ескортного міноносця була ідентичної есмінцям типу «Джервіс» і мали два триколекторні «Адміралтейських» котли з пароперегрівником і два одноступінчатих редуктори, дві двокорпусні парових турбіни Parsons. Дві турбіни (високого і низького тиску) і редуктор становили турбозубчатий агрегат. Розміщення ГЕУ — лінійне. Котли розміщувалися в ізольованих відсіках, турбіни — у загальному машинному відділенні, при цьому були відокремлені від турбін водонепроникною перегородкою. Робочий тиск пару — 21,2 кгс/см² (20,5 атм.), температура — 332 °С (630 °F).
Проектна потужність становила 19 000 к.с., що мало забезпечити максимальну швидкість ходу (при повному навантаженні) в 27 вузлів (50 км/год). Запас палива забезпечував дальність плавання 3 600 миль (6 660 км) 14-вузловим ходом (26 км/год). Екіпаж ескортного міноносця становив 164 офіцери та матроси.
«Вітленд» мав прекрасні морехідні якості, добре тримався на хвилі навіть в негоду.
Корабельна артилерія головного калібру (ГК) «Вітленд»: шість 102-мм універсальних швидкострільних гармат Mk XVI з довжиною ствола 45 калібрів у подвійних баштах CP Mk.XIX по центральній осі корабля. Гармати утворювали три вогневі позиції в носовій частині, по центру корабля та на кормі. Максимальний кут піднесення +80°, зниження на −10°. Маса снаряда 28,8-30,28 кг, початкова швидкість — до 811 м/с. Гармати мали швидкострільність 15-20 пострілів на хвилину. Боєзапас становив 200 пострілів на ствол.
Зенітне озброєння корабля включало чотири 40-мм зчетверені автоматичні зенітні гармати QF 2 Mark VIII, які були відомі через характерний звук під час стрільби, як гармата «пом-пом». Також встановлювались дві 20-мм автоматичні зенітних гармати «Ерлікон» в установках Mk. III.
Протичовнове озброєння корабля складалося з 110 глибинних бомб, 2 бомбоскидачів на кормі і 3 направляючих для скидання бомб.

## Бойовий шлях

### 1941
Після завершення ходових випробувань у жовтні-листопаді 1941 року та введення до складу британського флоту, «Вітленд» перейшов до Скапа-Флоу, де був прийнятий до складу Флоту метрополії.
Першим бойовим завданням ескортного міноносця «Вітленд» стала участь у проведенні диверсійної операції британських командос під кодовою назвою «Анкліт» — рейд No. 12 Commando на Лофотенські острови за підтримки 22 кораблів та суден трьох флотів. Протягом двох діб оперативна група флоту та командос утримували низку важливих об'єктів на островах, зокрема вивели з ладу 2 ворожі радіостанції та потопили декілька суден.

### 1942
У січні 1942 року корабель увійшов до 1-ї флотилії есмінців та з лютого по травень виконував завдання з охорони арктичних конвоїв, що прямували до Радянського Союзу. У групі далекого прикриття супроводжував конвої PQ 13/QP 9, PQ 14/QP 10.
У травні 1942 року «Вітленд» входив до сил ескорту великого конвою PQ 16, який супроводжував 35 транспортних суден (21 американське, 4 радянські, 8 британських, 1 голландське та одне під панамським прапором) до Мурманська від берегів Ісландії зі стратегічними вантажами і військовою технікою з США, Канади і Великої Британії. Його супроводжували 17 ескортних кораблів союзників, до острова Ведмежий конвой прикривала ескадра з 4 крейсерів і 3 есмінців.
Попри атакам німецького підводного човна U-703, повітряним нападам бомбардувальників He 111 та Ju 88 бомбардувальних ескадр I./KG 26 і KG 30 конвой, втратив сім суден і ще одне повернуло назад на початку походу, дістався свого місця призначення.
26 червня 1942 року «Вітленд» включений до складу сил далекого ескорту конвою PQ 17, який прямував з Ісландії до Архангельська, а згодом повертався з конвоєм QP 13 до Рейк'явіка. 4 липня Адміралтейство отримало повідомлення про вихід у море лінкора «Тірпіц» і перший морський лорд адмірал флоту Дадлі Паунд віддав наказ «Конвою розсіятися!», а супроводжуючі конвой бойові кораблі відкликали для перехоплення «Тірпіца», усі транспортні судна кинули напризволяще. Як з'ясувалося згодом, інформація про вихід німецького лінкора виявилася неточною, тоді як конвой, залишений без захисту, став легкою здобиччю німецьких підводних човнів і торпедоносців. Як наслідок, 22 транспорти та 2 допоміжних судна із складу конвою були потоплені.
8 вересня 1942 року у складі конвоїв PQ 18, забезпечував доставлення вантажів за ленд-лізом до північних портів СРСР.
16 вересня 1942 року «Вітленд» приєднався до головних сил флоту для супроводження конвою QP 14, що повертався з СРСР до Лох-Ю у Шотландії. 65 бойових кораблів супроводжували невеличкий транспортний конвой з 17 суден. У цілому конвой втратив шість кораблів та суден, тільки один U-435 встиг потопити чотири союзних судна.
На початку листопада включений до складу сил флоту, що забезпечували перехід, прикриття та підтримку висадки англо-американського морського десанту на узбережжя Північної Африки. Здійснив перехід з Англії до Гібралтару, супроводжуючи корабель управління «Булоло» з командувачем Східної оперативної групи флоту віцеадміралом Гарольдом  Барроу.
8 листопада 1942 року в ескорті десантно-висадочної групи, що висаджувалась на Оран.

### 1943
З грудня 1942 року «Вітленд» виконував бойові завдання з патрулювання західної частини Середземного моря.
17 лютого 1943 року під час протичовнового патрулювання разом з ескортним міноносцем «Істон» неподалік від алжирського Беджая виявили та затопили італійський підводний човен «Астеріа». Вже через 6 днів, 23 лютого у ході ескортування з есмінцями «Ламертон» і «Бічестер» конвою KMF 10A виявив та затопив ще одну субмарину — німецьку U-443.
У травні 1943 року конвоював конвої KMF 14/UGS 8. Брав участь в операції «Ретрібьюшн» з перехоплення та знищення транспортних суден і кораблів противника, що мали намір прорватись з обложеного Тунісу до Італії. У червні залучався до прикриття операції з розмінування мінних полів навколо острову Пантеллерія напередодні проведення висадки морського десанту на цей італійський острів.
У липні 1943 року «Вітленд» разом з ескортним міноносцем «Вілтон» входив до ескортної групи Східних сил підтримки висадки союзників на Сицилію. У подальшому виходив на супроводження конвоїв, патрулювання, виконання протичовнових заходів у центральному Середземномор'ї, обстрілів італійських позицій. У вересні залучався до прикриття висадки морського десанту в Салерно. Восени продовжував супровід конвоїв поблизу Італії.

### 1944
Протягом зими-весни 1944 року ескортний міноносець виконував завдання поблизу італійських берегів. У червні 1944 року приданий 22-й флотилії есмінців з базуванням на Мальті, де приєднався до есмінців «Ексмур», «Ледбарі», «Каттерік», «Ліддесдейл», «Теткотт», «Чіддінгфолд».
Наприкінці липня включений до оперативної групи флоту 88.1 (англ. Task Group 88.1), що готувалась до вторгнення у південній Франції. «Вітленд» прикривав дії авіаносної групи, що забезпечувала висадку морського десанту у південній Франції між містами Тулон та Канни.
У вересні 1944 року «Вітленд» відправлений до Адріатичного моря, де в рамках британської військової місії надавав допомогу югославській партизанської армії.
1 листопада 1944 біля острова Паг «Вітленд» за підтримки есмінця свого класу «Ейвон Вейл» вступив у бій з кораблями німецького флоту: двома німецькими мисливцями за підводними човнами UJ-202 і UJ-208 (колишні італійські корвети типу «Габбіано») і німецьким міноносцем TA20. Всі три корабля були знищені влучним вогнем британців: неоціненну допомогу їм надали югославські партизани, які повідомили дані про переміщення кораблів. Понад 200 німецьких солдатів загинули, в полон потрапили 3 німецькі офіцери та 68 моряків.
15 листопада 1944 року «Вітленд» брав участь в обстрілі цілей в югославському Барі. 28 числа разом з «Альденгам» підтримував висадку десанту на острів Паг.

### 1945
З січня 1945 року ескортний міноносець продовжував проведення операцій в акваторії Адріатичного моря, у березні прибув на поточний ремонт до доків Таранто.
У червні, після завершення ремонтних робіт, призначений для подальшого проходження служби до Східного флоту. 20 липня після ходових випробувань повернувся до Англії.

### Післявоєнний час
«Вітленд» відсторонили від виконання бойових завдань невдовзі після завершення війни з Японією та згодом перевели до Резерву флоту в Девонпорт. У вересні 1953 року його перетягнули буксиром до Гібралтару, однак незабаром повернули до Великої Британії, використовували як хвилеріз у Гаріджі. У вересні 1957 року корабель продали на брухт компанії BISCO, що займалась утилізацією військових кораблів. 20 вересня 1957 року есмінець «Вітленд» прибув на розбирання до Бонесса.